# TLG Immobilien
Die TLG Immobilien AG (eigene Schreibweise: TLG IMMOBILIEN) ist ein deutsches börsennotiertes Immobilienunternehmen mit Sitz in Berlin, das auf Gewerbeimmobilien in Deutschland spezialisiert ist. Geschäftsfelder sind die Vermietung, die Verwaltung, der An- und Verkauf sowie die Entwicklung von Büro-, Einzelhandels- und Hotelimmobilien.

## Geschichte

### Gründung
Das Unternehmen wurde 1991 als Tochtergesellschaft der Treuhandanstalt gegründet.
Der Treuhand Liegenschaftsgesellschaft mbH (TLG) oblag die Verwaltung, Verwertung und Entwicklung der sonstigen Immobilienbestände (im Wesentlichen Gewerbegebiete, Büro- und Wohnimmobilien) in den neuen Bundesländern im Besitz der Treuhandanstalt.
1995 übernahm die Bundesregierung die Gesellschafteranteile des Unternehmens, das den Namen TLG Treuhand Liegenschaftsgesellschaft erhielt. Im Jahr 2002 benannte sich das Unternehmen in TLG Immobilien GmbH um. Die TLG besitzt drei Niederlassungen: Berlin/Brandenburg, Mecklenburg-Vorpommern und Süd für Sachsen, Sachsen-Anhalt und Thüringen. Da das Unternehmen Immobilien am Spreeufer im Bezirk Friedrichshain-Kreuzberg besitzt, ist es Mitglied des Investorenprojektes Mediaspree, welches die wirtschaftliche Nutzung des Gebietes unterstützt. Das Portfolio der TLG Immobilien war ursprünglich nach Nutzungsarten differenziert. Das nach Verkehrswerten größte Segment waren Wohnimmobilien, gefolgt von Einzelhandels- und Büroimmobilien.
Gemäß Spaltungsvertrag vom 29. November 2011 übertrug die TLG Immobilien GmbH den Geschäftsbereich Wohnimmobilien mit Wirkung zum 1. Januar 2012 im Wege der Abspaltung nach § 123 Abs. 2 Nr. 1 UmwG an die TLG Wohnen GmbH. Ende November 2012 hat die TAG Immobilien AG die Geschäftsanteile an der TLG Wohnen erworben.

### Privatisierung und Börsengang
Im Dezember 2012 verkaufte das Bundesfinanzministerium die TLG Immobilien GmbH (also die Gesellschaft mit den Gewerbeimmobilien) für 1,1 Mrd. Euro an den US-amerikanischen Finanzinvestor Lone Star. Seit September 2014 firmiert das Unternehmen in der Rechtsform einer Aktiengesellschaft; am 24. Oktober 2014 fand die Notierung an der Frankfurter Wertpapierbörse im Prime Standard statt. Am 19. Februar 2015 beschloss die Deutsche Börse, die TLG Immobilien AG zum 24. Februar 2015 außerplanmäßig in den SDAX aufzunehmen, wo sie bis zu ihrer Übernahme am 17. Februar 2020 verblieb.
Im März 2015 platzierte die LSREF II East AcquiCo S.à r.l. (Lone Star) einen Teil ihrer Aktien und reduzierte ihren Anteil auf 18,48 %. Im Juli 2015 veräußerte die LSREF II East AcquiCo S.à r.l. Lone Star ihren Anteil später vollständig. Ebenfalls im Juli 2015 teilte die Government of Singapore Investment Corporation mit, 13,33 % der Aktien der Gesellschaft zu halten.

### Weitere Entwicklung
Mit Information vom 14. Oktober 2016 erweiterte die Gesellschaft ihr Geschäftsfeld auch auf Westdeutschland und ist fortan bundesweit aktiv. Im Mai 2017 gab die TLG Immobilien bekannt, dass sie die WCM für 435 Mio. Euro vollständig übernehmen wolle. Bis zum 4. Oktober 2017 wurde das Übernahmeangebot der TLG Immobilien für insgesamt 117.505.327 WCM-Aktien angenommen. Dies entspricht einem Anteil von rund 85,89 % des Grundkapitals und der Stimmrechte an der WCM zum Meldestichtag.
Im Dezember 2018 verkaufte DIC Asset 14 % ihrer TLG-Aktien an die Ouram Holding und die Bedrock-Gruppe. Eine Kontrollmehrheit an TLG hatte Ouram (das Family Office der Dayans) bereits im Januar erworben.

### Fusion mit Aroundtown
Am 18. November 2019 kündigte Aroundtown ein Übernahmeangebot für die TLG Immobilien AG zur Fusion beider Unternehmen an. Größter Aktionär der TLG Immobilien war im Februar 2020 die Ouram Holding S.à r.l. mit 10,41 %. Deren Hauptaktionär Amir Dayan (Jg. 1974) wird nach der TLG-Übernahme mit rund 6 Prozent zweitgrößter Aroundtown-Aktionär. Im Rahmen einer Zusammenschlussvereinbarung (Business Combination Agreement) mit Aroundtown wurden die Parameter zur Fusion festgelegt. Governance-Rechte für die TLG Immobilien wurden in Abhängigkeit von der Annahmequote des Übernahmeangebotes vereinbart.
Am 13. Februar 2020 meldet Aroundtown eine Annahmequote für das Angebot an die Aktionäre der TLG Immobilien von 77,8 %, womit die Fusion auch formal eingeleitet wurde.
Zum 18. Februar 2020 wurde die TLG Immobilien von der Deutschen Börse aus dem SDAX genommen.
Yakir Gabay, der Gründer des Immobilienkonzerns Aroundtown, strebt die Aufnahme in den deutschen Leitindex DAX an.

## Struktur und Geschäftsdaten
Das über Niederlassungen in Berlin und Dresden sowie Zweigniederlassungen in Frankfurt am Main, Leipzig, Rostock und Erfurt verfügende Unternehmen erzielte im Jahr 2018 einen Konzernumsatz von 271,4 Mio. Euro (im Vorjahr 208,2 Mio. Euro). Zum 31. Dezember 2018 belief sich der Immobilienwert (IFRS) auf 4,1 Mrd. Euro.
Zum Konzern der TLG Immobilien AG als Mutterunternehmen gehören verschiedene Tochtergesellschaften.
Im Januar 2021 setzte sich die Aktionärsstruktur wie folgt zusammen:
| Anteil  | Anteilseigner                     |
| ------- | --------------------------------- |
| 77,76 % | Aroundtown SA                     |
| 10,41 % | Amir Dayan und Maria Saveriadou   |
| 04,00 % | TLG Immobilien AG (eigene Aktien) |
| 07,83 % | Streubesitz                       |